# Vi lovar dig, o store Gud
Vi lovar dig, o store Gud är en psalm om kyrkan av Johan Olof Wallin från 1811. Det är en av Wallins tidigare psalmer. Till en början användes psalmen på Helga Lekamens dag i samband med nattvardsfirandet. I Herren Lever 1977 rekommenderas psalmen att sjungas på första söndagen efter Trettondag jul. Psalmen är skriven som en lovpsalm, till samma versmått och melodi som den äldre lovpsalmen Dig vare lov och pris, o Krist. Även avslutningen påminner om denna, med sitt trefaldiga ”helig”.
Texten bygger på Jesaja 6:2-3 och vers 3 på Filipperbrevet 2:9-11.
Melodin (C-dur, 4/4 alt. 2/2) är från en sanctus-trop på 1300-talet, bearbetad 1529 vid publiceringen i den danska Rostockerhandboken och används även till psalmen Vi tro på Gud, som himmel, jord (1937 nr 27).

## Publicerad i
- 1819 års psalmbok som nummer 139 med titelraden Vi lofwe dig, o store Gud, under rubriken ”Nådens medel: Ordet”.
- Sionstoner 1889 som nummer 477 under rubriken "Lagen och evangelium".
- Sionstoner 1935 som nummer 54 under rubriken ”Guds lov”
- 1937 års psalmbok som nummer 162 under rubriken ”Kyrkan”
- Sionstoner 1972 som nummer 5.
- Herren Lever 1977 som nummer 809 under rubriken "Lovsånger".[1]
- ekumeniska delen av den svenska psalmboken (dvs psalm 1-325 i Den svenska psalmboken 1986, Cecilia 1986, Psalmer och Sånger 1987, Segertoner 1988 och Frälsningsarméns sångbok 1990)  som nummer 55 under rubriken ”Kyrkan”.